# Grand-Camp (Seine-Maritime)
Grand-Camp település Franciaországban, Seine-Maritime megyében. Lakosainak száma 763 fő (2022. január 1.). Grand-Camp Anquetierville, Lintot, Saint-Arnoult, Saint-Nicolas-de-la-Haie, Trouville és Port-Jérôme-sur-Seine községekkel határos.

## Népesség
A település népességének változása:
| Lakosok száma | 655  | 652  | 712  | 708  | 723  | 737  | 755  | 763  | 763  |
|               | 2013 | 2015 | 2016 | 2017 | 2018 | 2019 | 2020 | 2021 | 2022 |